# Benjamin Onwuachi
Benjamin Chukuka Onwuachi (Lagos, 9 aprile 1984) è un ex calciatore nigeriano, di ruolo attaccante.

## Carriera

### Club
Dopo aver segnato 40 gol nelle giovanili della Reggiana, nel 2003 Onwuachi si trasferisce alla Juventus per 420 mila €. Anche qui, in coppia con Raffaele Palladino, riuscirà a realizzare molte reti con la Primavera. Debutta in prima squadra in Coppa Italia contro il Siena, in cui riuscirà a siglare la rete del definitivo 2-1 per la "Vecchia Signora". Tuttavia, a discapito delle promesse, questa si rivelerà essere la sua unica presenza ufficiale con la Juventus; poco dopo, infatti, un grave infortunio gli costò la rottura del crociato, circostanza che lo tenne lontano dai campi di gioco per molto tempo.
Nella stagione seguente venne inviato in prestito alla Salernitana, dove non riescì a tener fede alle aspettative: nel campionato cadetto 2004-2005 scese in campo 15 volte, mettendo a referto 4 marcature. Nell'estate del 2005 venne ceduto gratuitamente allo Standard Liegi; il trasferimento tuttavia venne contestato dalla Guardia di Finanza e la società belga, per cautelarsi, decise di rinunciare al contratto col nigeriano, che così non ebbe modo di esordire con i Rouches.
Da lì iniziò una lunga trafila in squadre minori che lo avrebbe portato a giocare in Grecia, Cipro, Albania, Romania, Libano e nuovamente Belgio. Nel novembre del 2017 tornò in Italia, firmando con la squadra dilettantistica dei Nerostellati. Nel luglio del 2018 passò alla Folgore Rubiera, ma dopo appena cinque mesi fece ritorno nella squadra di Pratola Peligna. É svincolato dal 2019.